# Aleksandra Kostenjuk
Aleksandra Konstantinovna Kostenjuk (in russo Александра Константиновна Костенюк?, conosciuta anche come Alexandra Kosteniuk in traslitterazione anglosassone; Perm', 23 aprile 1984) è una scacchista russa, grande maestro.
Campionessa del mondo femminile tra il 2008 e il 2010, ha vinto una Coppa del Mondo femminile e otto medaglie, di cui quattro d'oro, alle Olimpiadi degli scacchi. È stata una volta campionessa europea femminile e due volte campionessa russa femminile. Da giugno 2022 a febbraio 2023 ha gareggiato sotto la bandiera della Federazione Internazionale degli Scacchi come forma di dissenso all'Invasione russa dell'Ucraina. In possesso della cittadinanza svizzera, dal marzo 2023 gareggia per la federazione scacchistica elvetica, in seguito alla decisione della federazione russa degli scacchi di trasferirsi dalla confederazione europea a quella asiatica.

## Biografia
A un anno e mezzo si trasferisce con i genitori a Mosca. A cinque anni il padre, un maggiore dell'esercito, le insegna a giocare a scacchi. Ha una sorella minore, Oksana, anch'essa scacchista, maestro FIDE femminile.

### Attrice
Si è fatta notare anche per la sua avvenenza fisica che l'ha portata a essere definita la Kurnikova degli scacchi: oltre all'attività scacchistica ha recitato in qualche film in Russia, tra i quali Blagoslovite ženščinu del 2003, e ha posato per servizi fotografici per riviste quali Vogue e Marie Claire.

### FIDE
Da gennaio 2019 a settembre 2022 è stata membro della Commissione per gli scacchi femminili della FIDE.

## Carriera

### Giovanili e Juniores
Nel 1994, a 7 anni, vince il Campionato europeo giovanile Under 10 femminile di Băile Herculane, ottenendo lo stesso anno un argento nel Mondiale giovanile Under 10 femminile e un oro nell'edizione 1996 nella categoria Under 12 femminile. Diviene maestro internazionale femminile nel 1997 e grande maestro femminile l'anno successivo.

### Risultati individuali

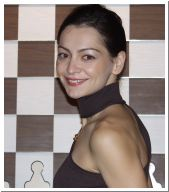
Nel 2004

Nel dicembre del 2001, a 17 anni, giunge in finale al mondiale femminile, nella quale viene sconfitta di misura dalla venticinquenne cinese Zhu Chen. Nel 2004 diventa campionessa europea a Dresda e grazie a questo risultato viene insignita del titolo di grande maestro assoluto, diventando la decima giocatrice della storia a conseguirlo.
Ha vinto il Campionato russo femminile per due volte: nel 2005 e nel 2016. Il 17 settembre 2008 è diventata campionessa del mondo, dopo aver battuto in finale l'enfant prodige cinese Hou Yifan per 2,5-1,5. Ha perso il titolo a fine 2010, sconfitta ai quarti di finale del campionato del mondo femminile dalla cinese Ruan Lufei.
Nel 2021 in agosto vince la prima edizione della Coppa del Mondo femminile disputatasi a Soči, in Russia. Parte al secondo turno come testa di serie con il tredicesimo punteggio Elo del torneo, al terzo turno elimina il grande maestro svedese Pia Cramling con il punteggio di 1,5 a 0,5, al quarto turno incontra ed elimina la già campionessa del mondo Marija Muzyčuk, in semifinale elimina un'altra campionessa del mondo: Tan Zhongyi, mentre nella finale ottiene una patta e una vittoria contro la favorita del torneo Aleksandra Gorjačkina, risultati che le assicurano la conquista del trofeo. In dicembre si laurea Campionessa del mondo a gioco rapido a Varsavia: ottiene 9 su 11 (+7 =4 -0). Nel Mondiale lampo 2021 ottiene invece 12,5 su 17 che le valgono l'argento alla spalle di Bıbisara Asaubaeva. Argento che bissa al mondiale lampo di Samarcanda due anni più tardi.

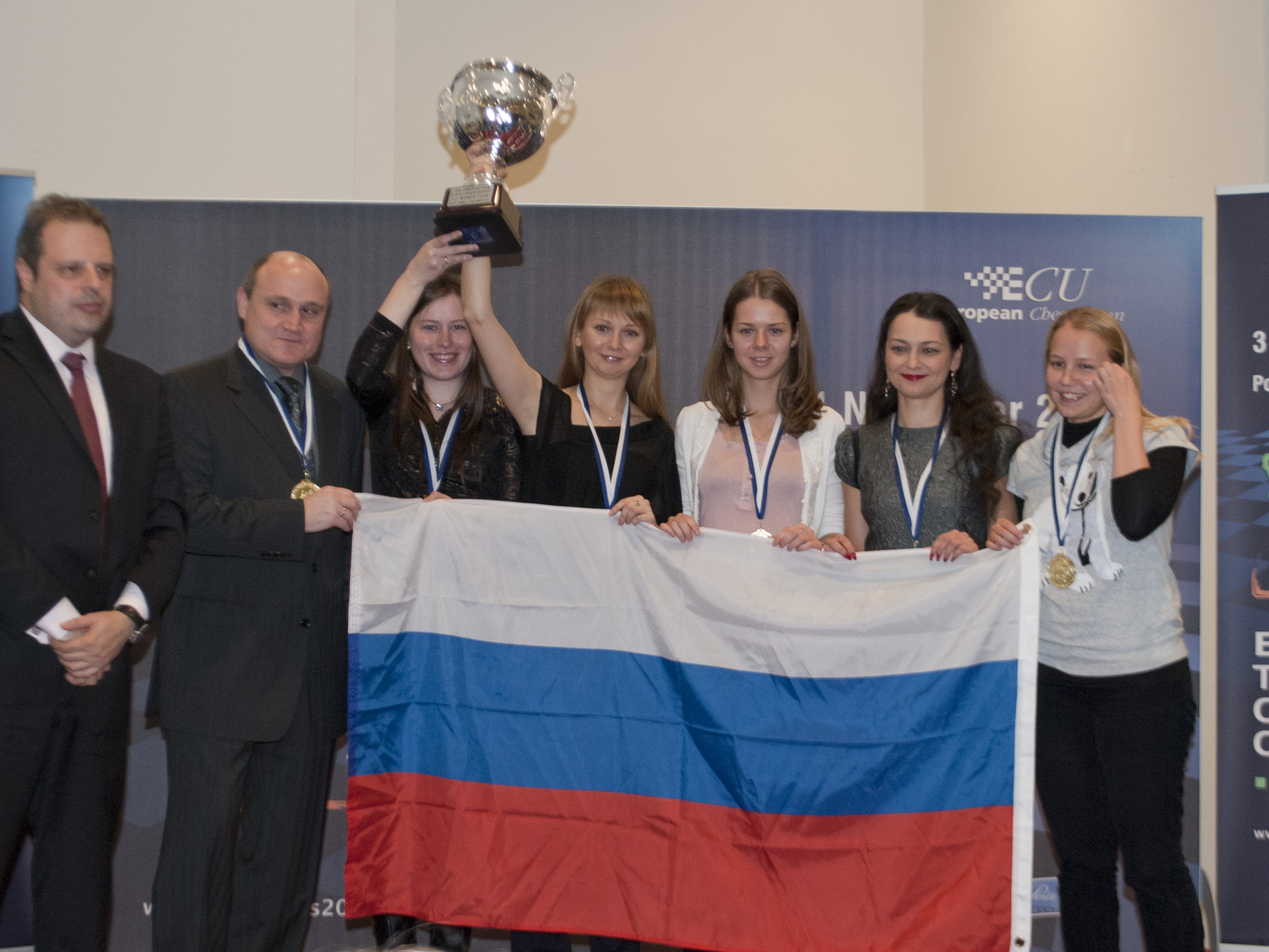
La Russia premiata con l'Oro a Porto Carras 2011. Da sinistra a destra: Yurij Dochojan (Capitano), Nadežda Kosinceva, Tat'jana Kosinceva, Aleksandra Kostenjuk e Valentina Gunina.

### Nazionale
Ha vinto la medaglia d'oro a squadre femminile con la Russia alle Olimpiadi degli scacchi di Chanty-Mansijsk 2010, quelle di Istanbul 2012 e quelle di Tromsø 2014, l'argento a squadre alle Olimpiadi di Bled 2002 e a quelle di Torino 2006, il bronzo a squadre alle Olimpiadi di Calvia 2004, il bronzo individuale in quarta scacchiera alle Olimpiadi di Istanbul 2012 e l'oro in terza scacchiera alle Olimpiadi di Tromsø 2014. È stata la madrina nelle Olimpiadi degli scacchi di Torino 2006.
Nel 2011 a Porto Carras vince con la nazionale russa il Campionato europeo femminile a squadre, risultato ripetuto nel 2015 a Reykjavík e nel 2017 a Creta.
Nel giugno 2017 a Chanty-Mansijsk vince con la Russia per la prima volta il Campionato mondiale femminile a squadre. Ottiene un nuovo successo nella competizione nell'edizione 2021, come 2ª scacchiera.

### Scacchi 960
È stata anche campionessa del mondo femminile di Chess960: conquistato il titolo nel 2006 a Magonza battendo nella finale Elisabeth Pähtz, lo ha difeso con successo nella stessa città nel 2008, superando nella finale Kateryna Lahno.

## Statistiche
Ha raggiunto il punteggio Elo FIDE più alto nell'aprile 2016, con 2557 punti, numero 5 al mondo e prima tra le giocatrici russe.

## Vita privata
È in possesso della cittadinanza svizzera, nazione nella quale ha vinto nel 2013 il Campionato nazionale assoluto, grazie al matrimonio con Diego Garces. La coppia ha avuto una figlia, Francesca Maria, nel 2007. Nel 2015 si è risposata con il grande maestro Pavel Tregubov.